# イングリッシュ・ヘリテッジ
イングリッシュ・ヘリテッジ（英: English Heritage）は、イングランドの歴史的建造物を保護する目的で英国政府により設立された組織。ストーンヘンジのような考古学遺跡から、アイアンブリッジなどの産業遺産に至る広範囲にわたる建造物を扱っている。対象の保護や助言、登録などが目的である。
建造環境の保護を目的として、公的自然保護機関であるイングリッシュ・ネイチャーなどと協力体制を確立している。両機関は保護政策に関して文化・メディア・スポーツ大臣に助言をおこない、指定建造物 (Listed building) や指定遺跡 (Scheduled Ancient Monument) への登録をおこなわせる。いくつかの施設については団体が所有しており、その他の一部カントリー・ハウスなどの私有建造物についても持ち主との連携を図っている。
特殊法人としてある程度の予算がくまれ、税金から支出されている。 政府の負担を軽減するために一部施設では見学者に入場料を請求している。
2015年4月1日、イングリッシュ・ヘリテッジは二つに分割され、旧組織の法令保護機能を継承したヒストリック・イングランドと、歴史的遺産を運営するチャリティーであるイングリッシュ・ヘリテッジ・トラストに分割され、ロゴも刷新された。
ナショナル・トラストは同様の趣旨で設立された団体であるが、政府が活動に関与しない私的団体である。

## 他地域での相当する組織
- ウェールズ — カドゥ（Cadw）
- スコットランド — ヒストリック・スコットランド（Historic Scotland）
- 北アイルランド — 環境文化遺産局（Environment and Heritage Service）
- マン島 — Manx National Heritage

## ブルー・プラーク

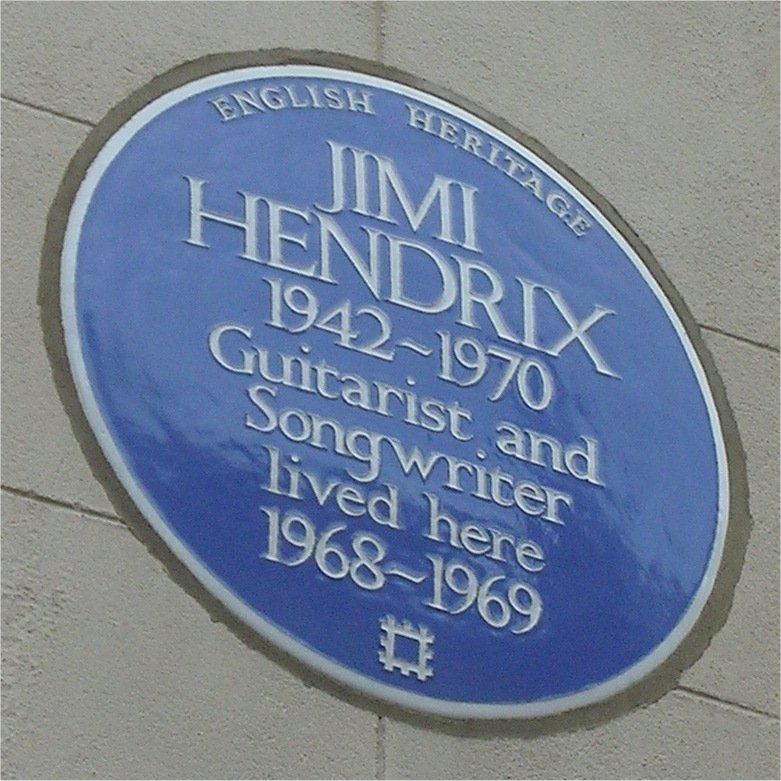
"ブルー・プラーク"。ギタリストのジミ・ヘンドリックスの生前の住居

1986年以来、ロンドンで著名な人物がかつて住んだ家、もしくは歴史的な出来事があった場所などに設置される標識ブルー・プラーク計画を管理運営している。
ロンドン以外のリバプール、バーミンガムなどにも設置されたが計画は打ち切られた。

## ギャラリー

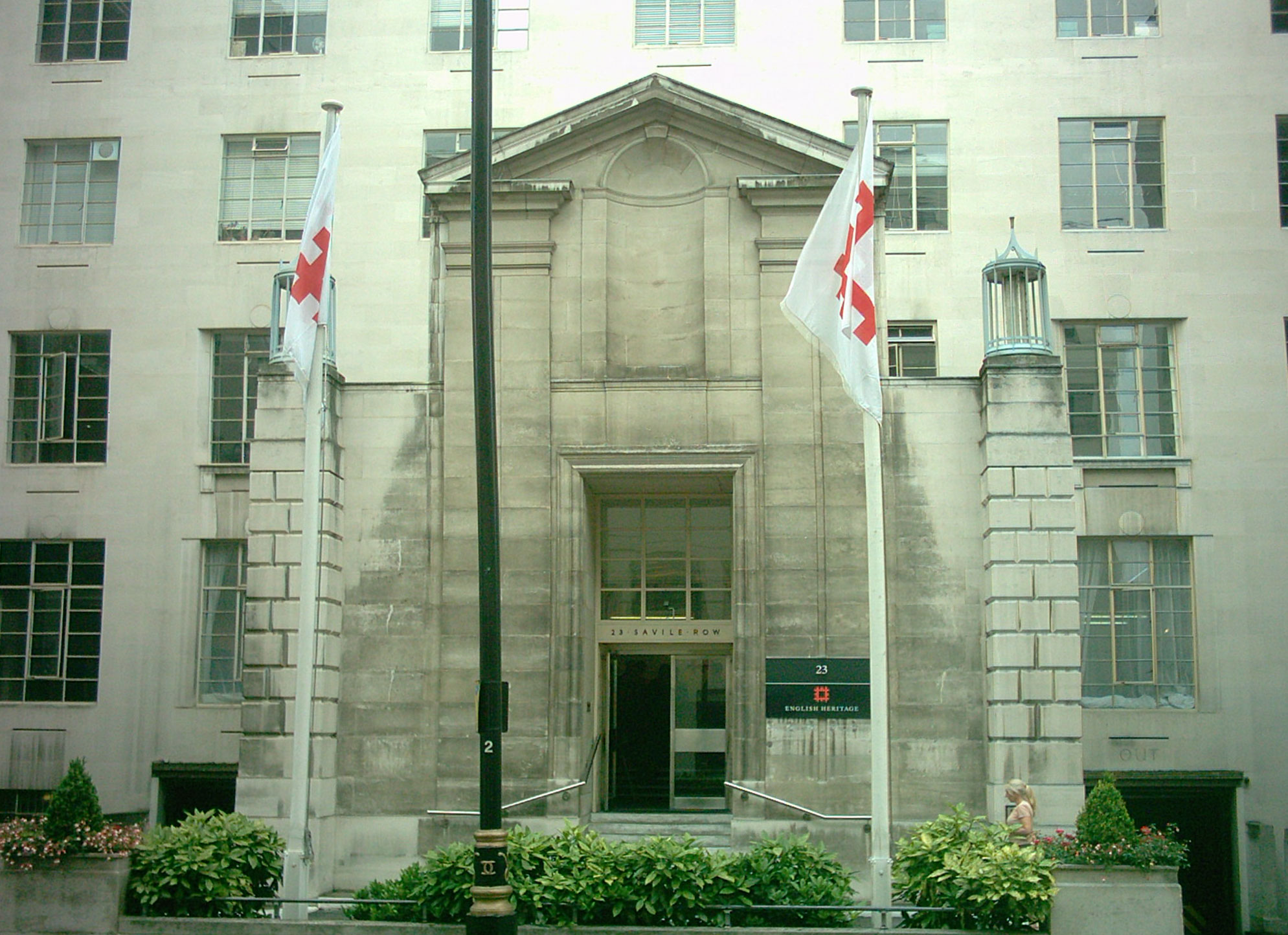
ロンドンのサヴィル・ロウにおかれた本部
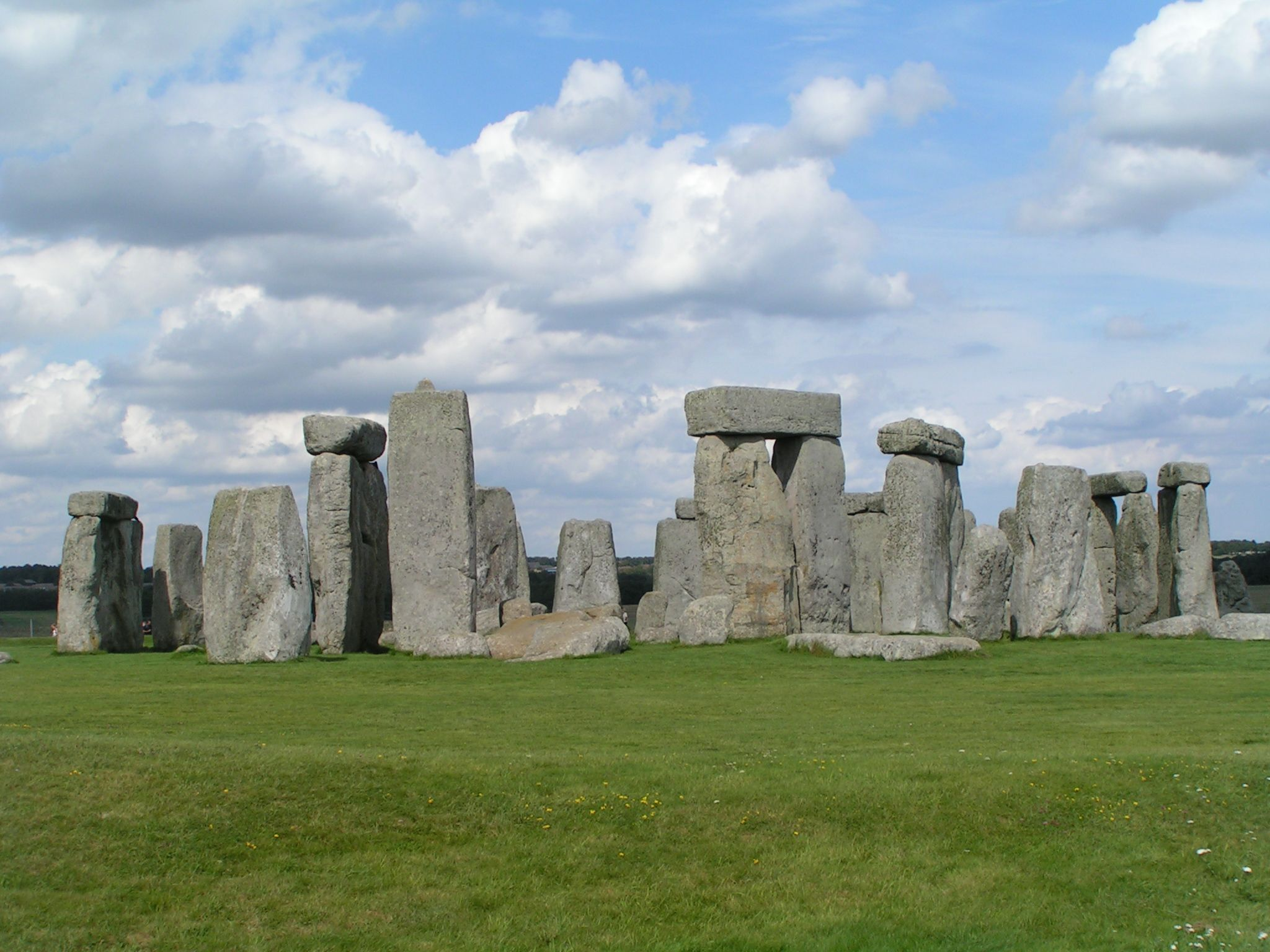
ストーン・ヘンジ
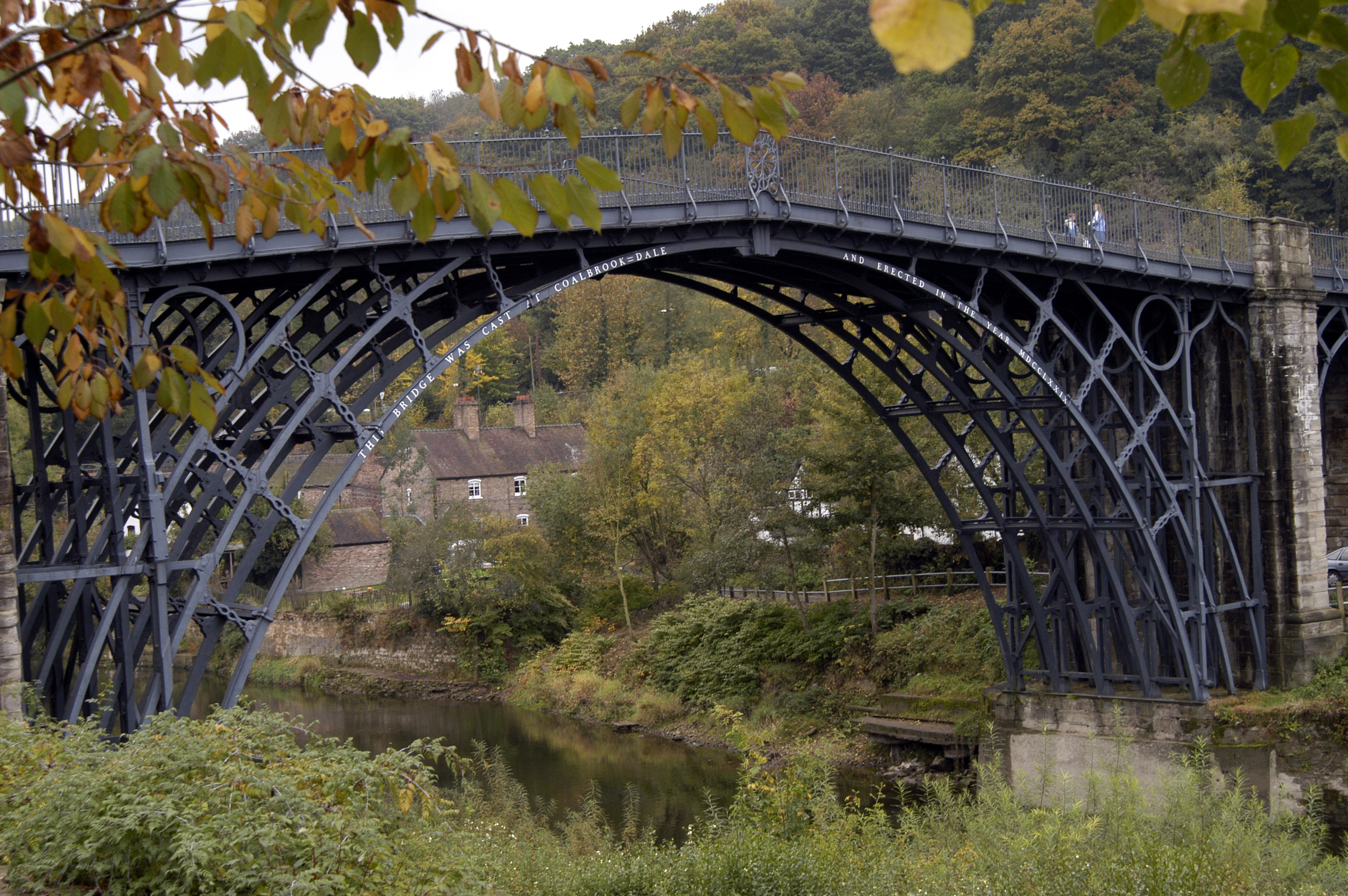
アイアン・ブリッジ